# Chí Đạo
Chí Đạo là một xã thuộc huyện Lạc Sơn, tỉnh Hòa Bình, Việt Nam.
Xã Chí Đạo có diện tích 10,61 km², dân số năm 1999 là 2439 người, mật độ dân số đạt 230 người/km².